# Gabriele Tredozi
Gabriele Tredozi (ur. 9 września 1957 w Brisighella w pobliżu Imoli) – były projektant Dallary.

## Życiorys
Gabriele Tredozi urodził się i wychowywał w Brisighella w pobliżu Imola we Włoszech. Uczył się na Uniwersytecie Bolońskim. Gdy był studentem dowiedział się, że włoski zespół startujący w mistrzostwach Formuły 1 Minardi szuka inżynierów, Tredozi skonsultował się z zespołem w siedzibie w Faenza. Został zatrudniony w 1988 roku i natychmiast rozpoczął współpracę z zespołem wyścigowym jako asystent inżyniera wyścigowego Pierluiginieg Martini i Adriána Camposa. Jego praca z Martini miała być długotrwała.
W 1997 roku zastępując Aldo Costę Tredozi został powołany jako koordynator techniczny zespołu Ferrari w Formule 1. Tę funkcję pełnił do przybycia Gustava Brunnera.
Od 2001 do 2006 roku pracował na stanowisku dyrektora technicznego w Scuderia Toro Rosso w Formule 1. 1 listopada 2006 roku został zastąpiony przez Niemca Alexa Hitzingera.
W 2009 roku pracował dla Dallary przy projektowaniu bolidu (Hispania F110) dla Camposa. W 2010 roku został zastąpiony przez Geoffa Willisa.